# Fiorello!
Fiorello! è un musical con musiche di Jerry Bock e testi di Sheldon Harnick su libretto originario di Jerome Weidman e George Abbott. Si tratta di uno dei pochi musical ad aver vinto il Premio Pulitzer per la Drammaturgia.
Il musical è basato sulla vita del politico Fiorello LaGuardia durante la prima guerra mondiale e negli anni successivi, quando venne eletto sindaco di New York. Lo spettacolo racconta dell'ascesa politica di LaGuardia, alternandola alla narrazione della sua vita privata.

## Numeri musicali
- On the Side of the Angels
- Politics and Poker
- Unfair
- Marie's Law
- The Name's LaGuardia
- The Bum Won
- I Love a Cop
- I Love a Cop (ripresa)
- Till Tomorrow
- Home Again

- When Did I Fall in Love
- Gentleman Jimmy
- Gentleman Jimmy (ripresa)
- The Name's LaGuardia (ripresa)
- Little Tin Box
- The Very Next Man
- Politics and Poker (ripresa)
- The Very Next Man (ripresa)
- The Name's LaGuardia (ripresa)

## Produzione
Il musical andò in scena per la prima volta al Broadhurst Theatre di Broadway il 23 novembre 1959, per poi trasferirsi al Broadway Theatre il 9 maggio del 1961 e infine terminare il 28 ottobre dello stesso anno, dopo 795 rappresentazioni. Il ruolo del protagonista Fiorello LaGuardia venne affidato a Tom Bosley, mentre Howard Da Silva recitò nei panni di Ben Marino ed Ellen Hanley venne scelta per interpretare la prima moglie di LaGuardia, Thea.
Nel 1962 il New York City Center avviò una nuova produzione dello spettacolo, che venne diretto da Jean Dalrymple e che vide come interprete principale l'attore Sorrell Booke. In seguito venne riproposto nel 1994 e nel 2013.

## Riconoscimenti
| Anno | Premio                              | Categoria                                 | Nominato                            | Esito           |
| ---- | ----------------------------------- | ----------------------------------------- | ----------------------------------- | --------------- |
| 1960 | Tony Award                          | Miglior musical                           | Miglior musical                     | Vincitore/trice |
| 1960 | Tony Award                          | Miglior attore protagonista in un musical | Tom Bosley                          | Vincitore/trice |
| 1960 | Tony Award                          | Miglior attore protagonista in un musical | Howard Da Silva                     | Candidato/a     |
| 1960 | Tony Award                          | Miglior regia di un musical               | George Abbott                       | Vincitore/trice |
| 1960 | Tony Award                          | Miglior coreografia                       | Peter Gennaro                       | Candidato/a     |
| 1960 | Tony Award                          | Miglior conduttore e direttore musicale   | Hal Hastings                        | Candidato/a     |
| 1960 | Tony Award                          | Miglior scenografia                       | William e Jean Eckart               | Candidato/a     |
| 1960 | Premio Pulitzer per la Drammaturgia | Premio Pulitzer per la Drammaturgia       | Premio Pulitzer per la Drammaturgia | Vincitore/trice |